# Muchmoreus ignotus
Genre
Espèce
Muchmoreus ignotus, unique représentant du genre Muchmoreus, est une espèce de pseudoscorpions de la famille des Ideoroncidae.

## Distribution
Cette espèce est endémique du Mexique. Elle se rencontre au Yucatán et au Campeche.

## Description
Les mâles mesurent de 2,39 à 2,68 mm et les femelles de 2,82 à 3,07 mm

## Étymologie
Ce genre est nommé en l'honneur de William B. Muchmore.

## Publication originale
- Harvey & Muchmore, 2013 : The systematics of the pseudoscorpion family Ideoroncidae (Pseudoscorpiones: Neobisioidea) in the New World. Journal of Arachnology, vol. 41, no 3, p. 229-290 (texte intégral).